# Comarque Ngäbe-Buglé
Ngöbe-Buglé est une comarque (espagnol : comarca) du Panama.

## Présentation
Sa capitale est Llanotugri. La comarque Ngöbe-Buglé a une population de 110 080 habitants (recensement de 2000), la plupart étant des Guaymí (Ngöbe et Buglé).
La tenue traditionnelle encore portée par la plupart des femmes est appelé nagua; sorte de longue robe à manche courte unie, aux bords "brodé" d'autres couleurs.

## Historique
Elle fut créée en 1997 à partir de terres des provinces de Bocas del Toro, Chiriquí, et Veraguas. 
Depuis peu[Quand ?] la comarque Ngöbe-Buglé a adopté son propre drapeau, lors d'un vote de ses délégués durant un congrès général de la comarque à Kusapin. Il est déployé pour la première fois le 6 mars 2013 lors du rassemblement de la traditionnelle fête d'anniversaire de la comarque à Llanotugri (ou « Buabidi » en Ngöbé) sa capitale.
Aujourd'hui et depuis[Quand ?] plus de 10 ans la communauté se bat contre le projet de centrale hydroélectrique de Barro Blanco, sur le fleuve Tabasará. Ce projet est appuyé par le gouvernement, au mépris des populations indigènes.

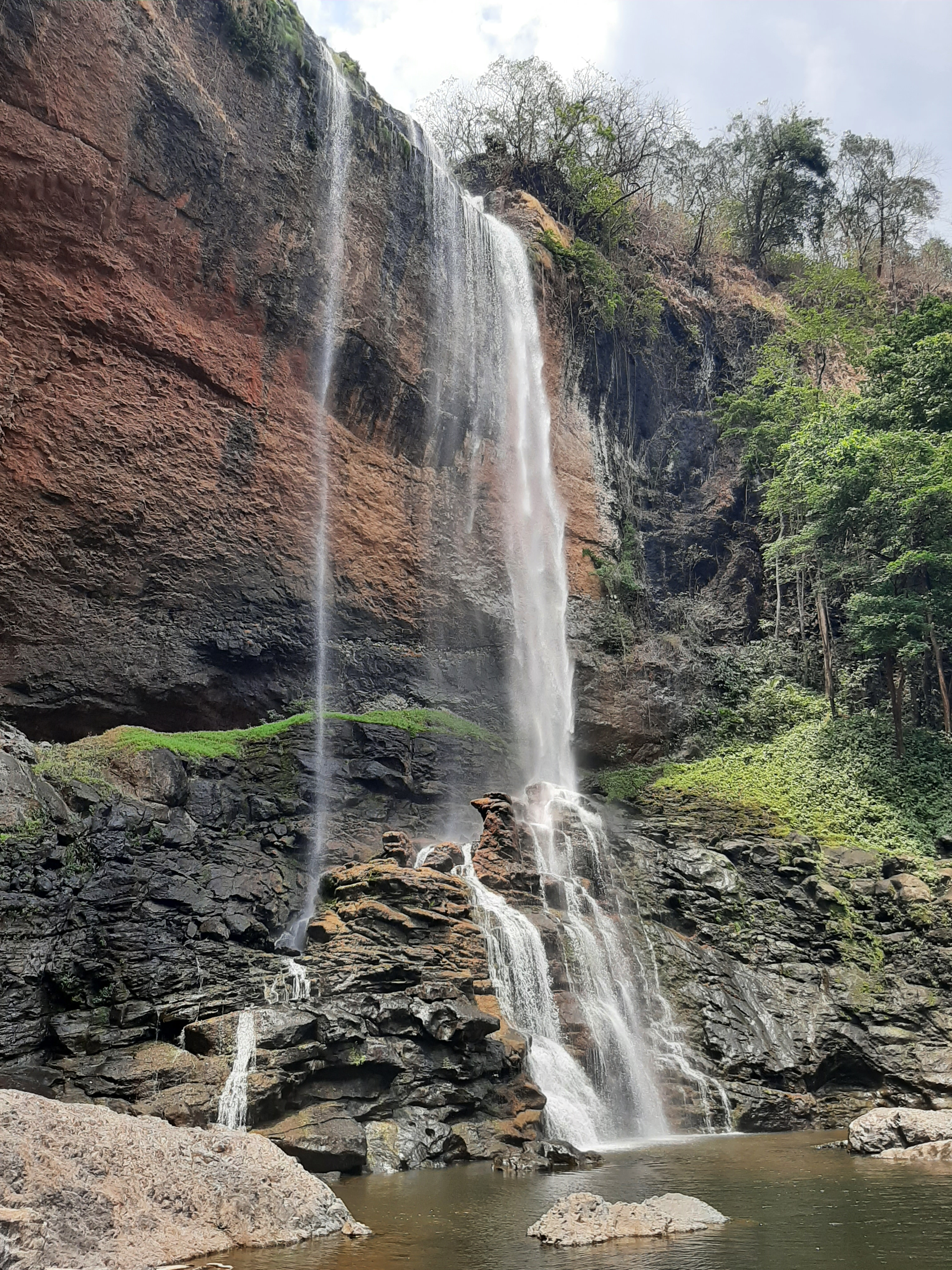
Cascade Kiki

Depuis un an plus que jamais, des affrontements à forces inégales ont lieu, plus particulièrement au niveau du village de Vigui, lieu de passage des camions de construction, où les Ngöbe-Buglé tentent de bloquer le passage des matériaux comme moyen de ralentir le processus et le stopper.

## Divisions administratives
La comarque est divisée en 9 districts :
| Besikó - Boca de Balsa (es) - Cerro Banco (es) - Cerro Patena (es) - Camarón Arriba (es) - Emplanada de Chorcha (es) - Nämnoní (es) - Niba (es) - Soloy (es) | Kankintú - Bisira - Calante (es) - Kankintú - Guoroní (es) - Mününí (es) - Piedra Roja (es) - Tolote (es) | Kusapín - Bahía Azul (es) - Cañaveral (es) - Kusapín - Río Chiriquí (es) - Tobobé (es) |

| Mironó - Cascabel (es) - Hato Corotú (es) - Hato Culantro (es) - Hato Jobo (es) - Hato Julí (es) - Hato Pilón (es) - Quebrada de Loro (es) - Salto Dupí (es) | Müna - Alto Caballero (es) - Bakama (es) - Cerro Caña (es) - Cerro Puerco (es) - Chichica - Krüa (es) - Maraca (es) - Nibra (es) - Peña Blanca (es) - Roka (es) - Sitio Prado (es) - Umaní (es) - Diko (es) - Kikari (es) - Dikeri (es) - Mreeni (es) | Nole Duima - Cerro Iglesias (es) - Hato Chamí (es) - Jädeberi (es) - Lajero (es) - Susama (es) |

| Ñürüm - Agua de Salud (es) - Alto de Jesús (es) - Buenos Aires - Cerro Pelado (es) - El Bale (es) - El Paredón (es) - El Piro (es) - Guayabito (es) - Güibale (es) - El Peñón (es) - El Piro N°2 (es) | Jirondai - Burí (es) - Guariviara (es) - Man Creek (es) - Samboa (es) - Tuwai (es) | Santa Catalina ou Calovébora (es) - Alto Bilingüe (es) - Loma Yuca (es) - San Pedrito (es) - Valle Bonito (es) - Santa Catalina ou Calovébora (es) |